# Çò des de Joanon
Çò des de Joanon és una casa del poble de Vila al municipi de Vielha e Mijaran (Vall d'Aran) inclosa a l'Inventari del Patrimoni Arquitectònic de Catalunya. Al segle xix el nucli de la Vila tenia 42 cases cobertes de pissarra, i l'interior de fusta.

## Descripció
Çò de Joanon és un habitatge amb els edificis agrícoles situats a banda i banda d'un pati, i un casal al fons que destaca per la seva magnífica construcció. La façana principal paral·lela a la "capièra" és orientada a migdia, amb obertures de fusta sota arcs de descàrrega resolts amb lloses,disposades gairebé de manera simètrica. Consta de dues "caves" planta baixa i primer pis separats per una motllura longitudinal, i un "humarau" amb dues línies de "lucanes" les primeres de tres vessants, i les superiors amb "boques de lop" i una "humaneja" a cada extrem.
La coberta és d'encavallades de fusta i un " losat" de pissarra. La decoració pictòrica destaca la cornisa, amb motius florals de color marró. La porta principal, elevada, destaca el treball d'ebenisteria. Sengles pedres encastades en la façana recorden la construcció l'any 1856 i la intervenció de l'any 1913. Altrament una inscripció en el marc de la borda principal recorda que va ser bastida per JOSÉ SERVAT AÑO 1895.